# Smart House
Smart House (titulada La morada inteligente en Hispanoamérica y Hogar, inteligente hogar en España) es una Película Original de Disney Channel transmitida por primera vez en Estados Unidos el 26 de junio de 1999, por Disney Channel. Fue dirigida por LeVar Burton y protagonizada por Katey Sagal, Ryan Merriman, Katie Volding, Kevin Kilner y Jessica Steen.

## Argumento
La automática y energizada casa del futuro es un espectáculo para la vista, completada con Personal Applied Technology (Tecnología Personal Aplicada) o PAT, para abreviar. PAT es la asistente familiar computarizado que cocina, limpia y mantiene los asuntos de la familia en orden. Cuando PAT se hace mayor que la vida, la familia Cooper descubre que las comodidades modernas pueden convertirse en una gran molestia.

## Reparto
- Ryan Merriman - Ben Cooper
- Katey Sagal - Pat, la morada inteligente
- Kevin Kilner - Nick Cooper
- Katie Volding - Angie Cooper
- Jessica Steen - Sara Barnes
- Paul Linke - Tuttle
- Raquel Beaudene - Gwen Patroni
- Joshua Boyd - Ryan
- Emilio Borelli - Miles
- Jason Lansing - Johnny

## Estreno

### Versión casera
La película fue lanzada en DVD como una recompensa en el sitio promocional Disney Movies Rewards a principios de 2009. [cita requerida]